# 丹羽長正
丹羽 長正（にわ ながまさ）は、安土桃山時代から江戸時代前期にかけての武将・大名。越前国藤枝城主、次いで東郷槇山城主。

## 略歴
天正4年（1576年）、丹羽長秀の次男として誕生する。母は朝倉氏の一族である堤権右衛門尉教興の姉で、後に陽徳院と号した。
天正13年（1585年）閏8月13日、豊臣秀吉より越前国印内村に500石を与えられる。天正15年（1587年）7月に50,000石を加増されて越前国藤枝城主となり、従五位下、備中守に叙任するが、東郷槇山城主であった長谷川秀一が死去すると同城に移り、秀吉から羽柴姓を与えられて侍従に叙任された。
慶長5年（1600年）の関ヶ原の戦いでは西軍に呼応して北国口を防衛したため戦後改易されるが、その後600石で豊臣秀頼に仕えた。しかし慶長19年（1614年）の大坂冬の陣の直前に大坂城から脱出し、寛永7年（1630年）4月4日、越前福井にて死去した。享年55。法名は法性院殿義岳宗仁日榮居士。